# Santibáñez de Béjar
Santibáñez de Béjar – gmina w Hiszpanii, w prowincji Salamanka, w Kastylii i León, o powierzchni 29,8 km². W 2011 roku gmina liczyła 523 mieszkańców.